# Csausz Lajos Tódor
Csausz Lajos Tódor (Nagybánya, 1805. április 21. – Gyula, 1866. október 5.) honvédorvos, Csausz Márton egyetemi tanár öccse.

## Családja
Az erdélyi örmény Csáusz család leszármazottja.  Csausz Kristóf gazdag örmény kereskedő fiaként született. 
Felesége Schwachhoffer Anna (1819-1892) volt. Lánya Gabriella (1819-1892), fia ifjabb Csausz Lajos történész (1858-1900) volt. Házuk a Kossuth Lajos út 16. sz. alatt állt, később a 20. század elején a népfőiskola működött az épületben.
A család Gyula városában élénk társadalmi életet élt. Id. Csausz Lajos az Erkel családdal is szoros kapcsolatban állt. Erkel Ferenc mindig meglátogatta, amikor Gyulán járt; együtt sakkoztak és zongoráztak.

## Iskolái
Nagyváradon tanult a bölcsészeti líceumban, majd a pesti orvosi karon szerzett diplomát az 1829/30. tanévben. Ez idő alatt bátyjánál lakott, a következő években pedig az ő orvosi gyakorlatát segítette, majd miután fivére egyetemi kinevezést kapott, teljesen átvette tőle. 1830-ban, 25 éves korában került Gyulára.

## Élete
Az 1831-es kolerajárvány idején Németgyula orvosa volt, ahol kiemelkedő munkát végzett a járvány idején. Az 1840. évi országos összeírásban mint gyakorló főorvos szerepel, Pest vármegye tiszteletbeli orvosa volt. 1845-ben sikeresen pályázott Békés vármegyei főorvosi tisztségre, majd egészen haláláig szolgált itt.
1849-ben városi és uradalmi főorvos volt, aki a református iskola épületében kialakított Damjanich hadikórházban az 1848–49-es forradalom és szabadságharc sebesültjeit ápolta. Felesége is kivette részét a sebesültek ápolásából, aki a Damjanich kórház részére sok sebkötöző tépést készített. A szabadságharc bukását követően a temesvári székhelyű helytartóság egészségügyi tanácsosa volt, az 1859/60. évben pedig Arad vármegyében mint helyettesítő főorvos dolgozott.
1866-ban Gyulán hunyt el, 61 éves korában. Sírja a helyi temetőben található.

## Munkái
- Dissertatio inaug. medica sistens febrem puerperalem (Buda, 1830).